# Badecla picentia
Espèce
Badecla picentia est une espèce de papillons de la famille des Lycaenidae, de la sous-famille des Theclinae et du genre Badecla.

## Dénomination
Badecla picentia a été décrit par William Chapman Hewitson en 1868 sous le nom de Thecla picentia.
Synonyme : Lamprospilus picentia; Gigantorubra ampla Austin & Johnson, 1997; Gigantorubra fuscafascia Austin & Johnson, 1997.

## Description
Badecla picentia est un petit papillon aux pattes et aux antennes cerclés de blanc et noir, avec deux fines queues à chaque aile postérieure, une courte et une longue.
Le dessus est de couleur marron foncé.
Le revers est gris argent avec une large bande postdiscale gris foncé, et, aux ailes postérieures deux gros ocelles ocre centrés d'un triangle noir dont un en position anale.

## Écologie et distribution
Badecla picentia réside au Brésil et en Guyane,.

### Protection
Pas de statut de protection particulier.